# Корнфельд, Марк Иосифович
Марк Иосифович (Осипович) Корнфельд (1908—1993) — советский физик, лауреат Сталинской премии.

## Биография
Родился 12 июня 1908 года в Житомире.
В 1920—1924 жил в Польше и Палестине. После возвращения в СССР (1925) электромонтёр треста «Киев-печать». С 1928 г. в Ленинграде: контролер, техник, зав. лабораторией завода «Севкабель».
Окончил три курса ЛГУ (1932), позже сдал остальные экзамены (в 1937 г., перед защитой кандидатской диссертации).
- 1932—1936 ст. инженер Уральского ФТИ (Свердловск),
- 1937—1943 старший научный сотрудник, зав. лабораторией ЛФТИ,
- с 1943 начальник сектора Лаборатории № 2 (Москва, руководил работами по созданию установок для получения тяжёлой воды), в 1948—1949 начальник сектора Лаборатории № 3 АН СССР, в 1949—1953 научный руководитель спецобъекта.
- 1953-55 заведующий кафедрой экспериментальной физики Молотовского университета, читал курсы лекций «Высокие давления» и «Обработка результатов измерения».
- 1955—1972 заведующий лабораторией в Институте полупроводников АН СССР (Ленинград),
- 1972—1982 профессор ЛФТИ (с 1976 профессор-консультант).

Доктор физ.-мат. наук (1939). В марте 1940 г. утверждён в ученом звании профессора.
Автор монографии: Упругость и прочность жидкостей. М.-Л., 1951, работ в области рекристаллизации и пластичности металлов.
Умер 25 апреля 1993 года в Санкт-Петербурге.

## Награды и звания
Сталинская премия 1953 года — за разработку методов получения тяжелой воды, разработку проектов установок, а также промышленное освоение производства тяжелой воды.
Награждён орденом Красной Звезды (1945).